# Katie Drabot
Katie Drabot, née le 2 septembre 1997 à Cedarburg (Wisconsin, États-Unis), est une nageuse américaine de nage libre et de papillon, médaillée de bronze aux Mondiaux 2019.

## Carrière
À l'âge de 14 ans, elle réussit à se qualifier pour les sélections olympiques américaines mais ne réalise pas le temps nécessaire pour obtenir son ticket pour les Jeux de 2012.
En 2013, Katie Drabot est médaillée d'or sur le 4 × 200 m nage libre lors des championnats du monde juniors. En 2014, elle rafle la médaille d'or du 200 m nage libre aux championnats pan-pacifiques juniors.
Membre de l'équipe de natation NCAA de l'Université Stanford où elle étudie la biologie humaine, elle remporte 13 titres universitaires nationaux entre 2017 et 2020. Elle est également trois fois championne des États-Unis sur le 400 m et le 800 m nage libre.
Katie Drabot fait ses débuts internationaux en 2018 lors des championnats pan-pacifiques où elle remporte la médaille de bronze du 200 m papillon en 2 min 8 s 40 derrière sa compatriote Hali Flickinger (2 min 7 s 35) et la Japonaise Sachi Mochida (2 min 7 s 66). Au 400 m nage libre, elle réussit un temps de 4 min 11 s 09 mais ne se qualifie pas pour la finale.
En 2019, elle se qualifie uniquement pour le 200 m papillon aux championnats du monde. Elle y rafle la médaille de bronze en 2 min 7 s 04, derrière la Hongroise Boglárka Kapás (2 min 6 s 78) et sa compatriote Hali Flickinger (2 min 6 s 95).

## Résultats
| Date | Compétition                           | Lieu    | Place | Course               |
| ---- | ------------------------------------- | ------- | ----- | -------------------- |
| 2013 | Championnats du monde juniors         | Dubaï   | 1re   | 4 × 200 m nage libre |
| 2014 | Championnats du monde en petit bassin | Doha    | 5e    | 4 × 200 m nage libre |
| 2014 | Championnats pan-pacifiques juniors   | Maui    | 1re   | 200 m nage libre     |
| 2017 | Universiade                           | Taipei  | 2e    | 200 m nage libre     |
| 2017 | Universiade                           | Taipei  | 2e    | 4 × 200 m nage libre |
| 2018 | Championnats pan-pacifiques           | Tokyo   | 3e    | 200 m papillon       |
| 2019 | Championnats du monde                 | Gwangju | 3e    | 200 m papillon       |